# 快官佈防戰役
快官佈防戰役，戴潮春事件系列戰役之一，發生於臺灣清領時期同治元年（1862年）農曆閏八月間，因快官庄響應清朝官軍招募，致使天地會部眾（紅旗軍）多次進攻快官庄，雙方實際交戰次數不詳，而快官庄透過燕霧二十四庄聯庄團練接應，多次成功抵禦天地會來犯。

## 背景

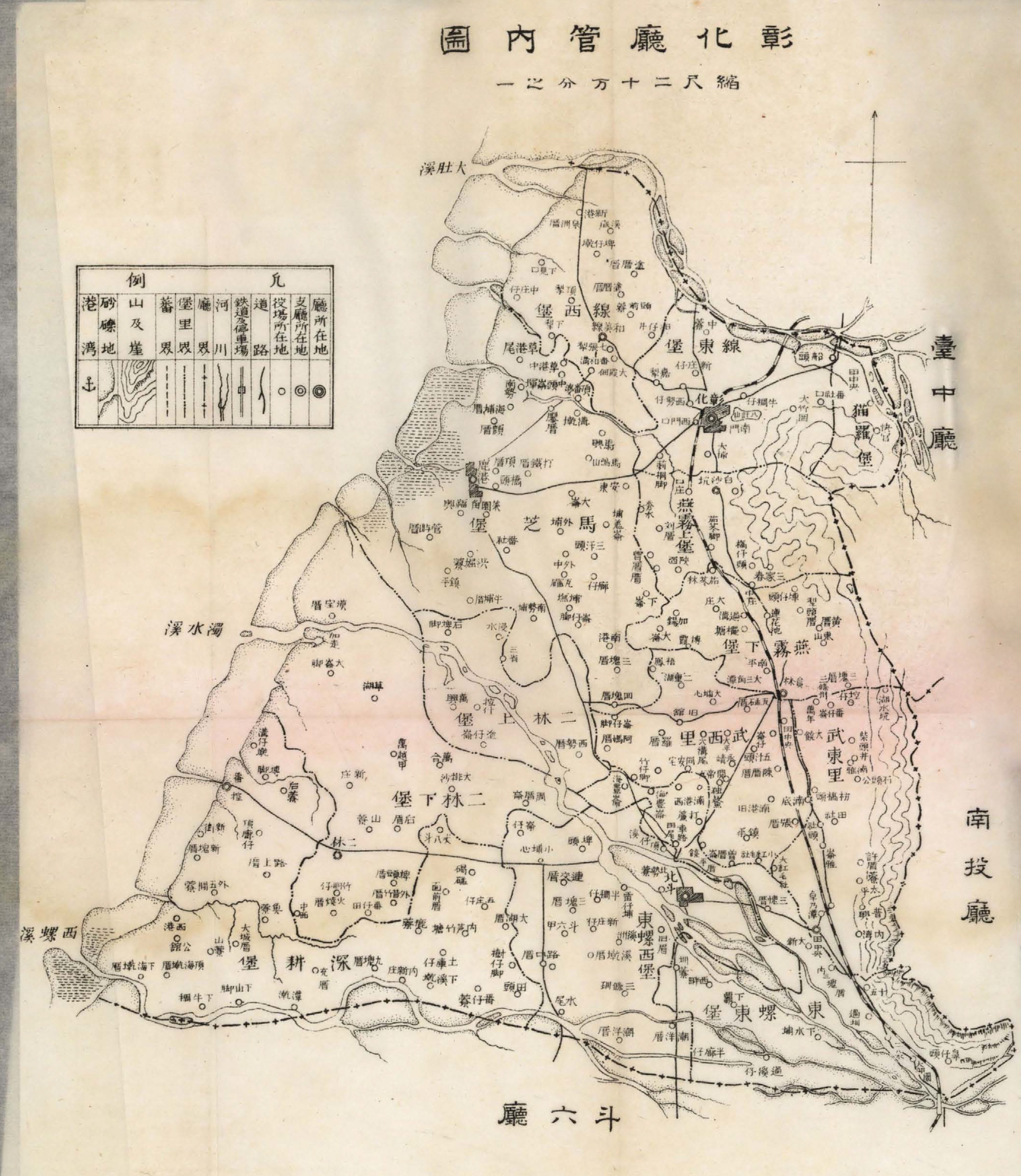
臺灣總督府頒定，通用於1901年至1909年間的臺灣縣彰化廳區域圖（本圖繪製於1905年），此行政區域尚屬臨時過渡時期，大體延續清制。本圖亦記錄許多清代的古地名可按圖索驥

大清帝國自統治臺灣以來，因臺灣島孤懸海外，唯恐將領擁兵自重，駐軍編制不多，清朝中葉以後臺灣人口漸眾:58-59，駐軍員額依然不足，地方若有械鬥、騷亂，往往倚賴地方土豪團練協助鎮壓，自嘉慶年間蔡牽事件後，透過民間自組「團練」、「聯境」參與城防、隨同營兵征戰的現象日益普遍:172-175，卻也造成土豪自成一股武裝勢力，助長土豪挾地叛亂的隱患。:96-103
清廷長期以來，吏治不彰、官軍戰力不佳，地方小型叛亂接連不斷，同治元年（1862年）春，臺灣中部土豪集團以「天地會」為旗號，據地倡亂，接連佔領猫霧拺、彰化縣城（今舊臺中市區與彰化市），並持續向南拓展勢力範圍，鹿港首當其衝。
由於天地會領導者戴潮春、林日成皆為漳州籍人士，鹿港及沿海一帶多為泉州籍村莊，漳泉之間因臺灣分類械鬥風氣極盛之故，嫌隙已深，故多不願投效天地會，反而支持官軍。同年三、四月間，天地會部眾進攻鹿港達三次（鹿港聯庄戰役），成僵持對峙之局。
當時彰化縣境內除了鹿港沿海村落明確支持官軍外，不少村莊皆時而投靠官軍、時而依附天地會，呈現搖擺狀態，而自農曆五月十三日，原福寧鎮總兵曾玉明登陸鹿港，拜會各路鄉紳，招兵買馬，燕霧二十四庄大總理陳捷魁宣布投效官軍。天地會則在六月發動馬鳴山燕霧堡戰役、七月嘉寶潭戰役、八月秀水燕霧堡戰役，皆被白旗軍守成。（支持政府的村莊以白旗為幟，與天地會的紅旗相對。）
同治元年（1862年）八月，清廷陸續派援軍來臺，如區天民前往淡水廳督辦北路軍務、武生陳捷元，彰化武西堡牛牯嶺山人（今社頭鄉），原被徵調赴內地討匪作戰，聽聞天地會在家鄉作亂，便自請回臺，亦於八月間率領 400 勇返臺助陣。

## 過程

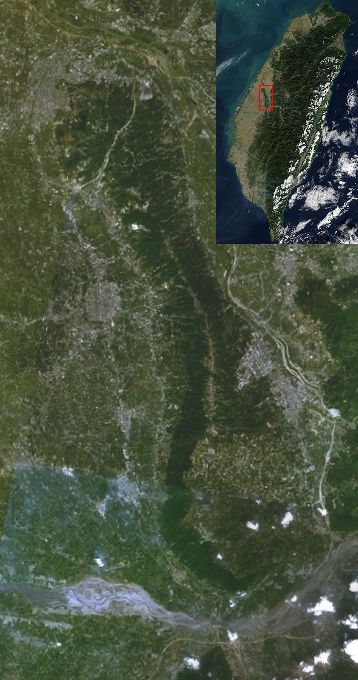
八卦山衛星空照圖，取自NASA World Wind

同治元年（1862年）閏八月間，快官庄頭人張俊標響應官軍號召，豎立白旗，正式與天地會紅軍決裂，卻也面臨天地會攻擊。快官庄屬快官三十五庄（亦作社口三十五庄）的庄頭之一，快官三十五庄未若燕霧二十四庄悉數歸附官軍，故快官庄被攻，多仰賴南方的燕霧二十四庄接應。
快官庄位於八卦山東北端山麓下，燕霧二十四庄若來馳援，必須攀過山勢蜿蜒、叢林茂密的八卦山路，易有緩不濟急之情事。張俊標乃與燕霧二十四庄大總理陳捷魁（茄苳腳人，約今花壇鄉花壇村）與鄉紳李華文商議，希望能從虎山巖（今花壇鄉）開闢一條小徑，直通快官庄，便於互通消息，獲得陳捷魁與李華文首肯。其工事委由白沙坑庄總理黃開安（今花壇鄉）以及吳登健辦理，快官庄佈防乃成。

### 軼聞
領五品銜的吳登健原籍不詳，為從外鄉來避難者，時年已六十歲，尚能俐落舞動十八斤大刀，不僅上前線率領民丁開路，日夜督工不懈，並曾手刃天地會 11 人，林日成知其武勇，恨之入骨，甚至懸賞五百金緝拿吳登健首級。

## 後續
約莫同一時期，同治元年（1862年）閏八月間，翁仔社首領羅冠英於十四日進攻寮腳、二十二日攻克葫蘆墩（今臺中市豐原區），另名民間白軍首領廖世元（廖細元）接連從天地會討回圓寶庄與圳寮庄。閏八月二十八日，林日成轉移重心，率領部隊自彰化縣城北上馳援，趁夜進攻圓寶庄，火藥連發，攻勢猛烈，廖世元身中十餘鎗，雖為署淡水同知張世英所救，帶至翁仔社，仍不幸身亡，廖世元部眾遂併入張世英營下，由廖世元之弟廖江峰領導。